# Trichomalopsis maura
Trichomalopsis maura är en stekelart som först beskrevs av Graham 1969.  Trichomalopsis maura ingår i släktet Trichomalopsis, och familjen puppglanssteklar. Arten är reproducerande i Sverige.